# Skalice (Boemia meridionale)
Skalice è un comune della Repubblica Ceca facente parte del distretto di Tábor, in Boemia Meridionale.